# 1763
Il 1763 (MDCCLXIII in numeri romani) è un anno  del XVIII secolo.

## Eventi
- In Philosophical Transactions of the Royal Society of London viene pubblicato postumo Essay Towards Solving a Problem in the Doctrine of Chances di Thomas Bayes contenente il Teorema di Bayes.
- 10 febbraio – Trattato di Parigi (anche detto Pace di Parigi): Fine della guerra dei sette anni.
- In seguito alla fine della Guerra dei sette anni, la Francia perde il controllo della Nouvelle France. La libertà inglese in Nord America e le incomprensioni con le tredici colonie porteranno alla Rivoluzione americana.
- Esce il Trattato sulla tolleranza di Voltaire.
- Viene pubblicata la prima parte del componimento "Il Giorno" di Giuseppe Parini, Il "Mattino".
- Prussia - Federico II Hohenzollern istituisce l'istruzione obbligatoria; è il primo stato europeo a farlo.

## Nati

### Gennaio
- 1º gennaio - Johann Nepomuk von Pelkhoven, politico tedesco († 1830)
- 3 gennaio - Joseph Fesch, cardinale, diplomatico e arcivescovo cattolico francese († 1839)
- 8 gennaio - Jean-Baptiste Drouet, rivoluzionario francese († 1824)
- 8 gennaio - Edmond-Charles Genêt, diplomatico e politico francese († 1834)
- 8 gennaio - Johann Jacob Roemer, botanico e medico svizzero († 1819)
- 15 gennaio - François-Joseph Talma, attore teatrale francese († 1826)
- 17 gennaio - Franz von Walsegg, nobile austriaco († 1827)
- 19 gennaio - Miguel de la Sierra, militare spagnolo († 1827)
- 20 gennaio - George Barlow, I baronetto, diplomatico e politico britannico († 1846)
- 21 gennaio - Augustin de Robespierre, politico francese († 1794)
- 22 gennaio - Johann Gabriel Chasteler de Courcelles, generale austriaco († 1825)
- 23 gennaio - Jean-Nicolas Bouilly, scrittore, librettista e drammaturgo francese († 1842)
- 23 gennaio - Joseph Walland, arcivescovo cattolico austriaco († 1834)
- 24 gennaio - Louis Alexandre Andrault de Langéron, generale francese († 1831)
- 26 gennaio - Jean-Baptiste Jules Bernadotte, generale francese († 1844)
- 28 gennaio - Jean-Baptiste Henri Barré de Saint-Leu, navigatore francese († 1830)
- 28 gennaio - Antonio Pelizon, liutaio italiano († 1850)
- 29 gennaio - Johann Gottfried Seume, scrittore tedesco († 1810)

### Febbraio
- 3 febbraio - Caroline von Wolzogen, letterata e scrittrice tedesca († 1847)
- 4 febbraio - Jean Victor Marie Moreau, generale francese († 1813)
- 9 febbraio - Luigi I di Baden, sovrano tedesco († 1830)
- 10 febbraio - Ferdinand Isaac de Rovéréa, militare svizzero († 1829)
- 10 febbraio - Cesare Taparelli d'Azeglio, nobile italiano († 1830)
- 13 febbraio - Teresa Ciamagnini Fabbroni, letterata e socialite italiana († 1811)
- 15 febbraio - Henri-Sébastien Blaze, compositore, notaio e scrittore francese († 1833)
- 20 febbraio - Vincenzo Dalberti, presbitero e politico svizzero († 1849)
- 20 febbraio - Vojtech Matyáš Jírovec, compositore ceco († 1850)
- 23 febbraio - Giuseppe Fancelli, pittore italiano († 1840)

### Marzo
- 5 marzo - Carlo Matteo Capelli, medico, botanico e docente italiano († 1831)
- 6 marzo - Jean-Xavier Lefèvre, clarinettista e compositore francese († 1829)
- 7 marzo - Léger-Félicité Sonthonax, politico francese († 1813)
- 8 marzo - Maurice Gillet, militare francese († 1833)
- 8 marzo - Jean François Timothée Trullet, militare francese († 1819)
- 9 marzo - William Cobbett, politico e giornalista britannico († 1835)
- 12 marzo - Teresa Saporiti, soprano italiano († 1869)
- 16 marzo - Mary Berry, scrittrice inglese († 1852)
- 18 marzo - Friedrich Gottlob Hayne, botanico e farmacista tedesco († 1832)
- 19 marzo - Giuseppe de Samuele Cagnazzi, politico italiano († 1837)
- 21 marzo - Jean Paul, scrittore e pedagogista tedesco († 1825)
- 23 marzo - Fëdor Vasil'evič Rostopčin, politico e militare russo († 1826)
- 24 marzo - William Artaud, pittore britannico († 1823)
- 28 marzo - Emanuele Maria Thun, vescovo cattolico austriaco († 1818)
- 31 marzo - Andrea Sanfelice, nobile italiano († 1808)

### Aprile
- 2 aprile - Angelo Zendrini, matematico italiano († 1849)
- 5 aprile - Carlo Frigerio, pittore italiano († 1800)
- 9 aprile - Domenico Dragonetti, contrabbassista e compositore italiano († 1846)
- 12 aprile - Giulio Renato Litta, ammiraglio e nobile italiano († 1839)
- 18 aprile - Giovanni Antonio Cassitto, patriota, scrittore e filologo italiano († 1822)
- 21 aprile - François de Charette, generale e politico francese († 1796)
- 24 aprile - Juraj Palkovič, presbitero e traduttore slovacco († 1835)
- 24 aprile - Nikolaj Aleksandrovič Zubov, generale russo († 1805)
- 25 aprile - Marco Mastrofini, filosofo, presbitero e matematico italiano († 1845)
- 29 aprile - Federico di Sassonia-Altenburg, duca († 1834)
- 30 aprile - Girolamo Polcastro, politico e letterato italiano († 1839)

### Maggio
- 6 maggio - Johan David Åkerblad, diplomatico e orientalista svedese († 1819)
- 7 maggio - Józef Antoni Poniatowski, generale polacco († 1813)
- 9 maggio - János Batsányi, poeta ungherese († 1845)
- 13 maggio - John White Abbott, pittore inglese († 1851)
- 13 maggio - Guillaume Marie-Anne Brune, generale francese († 1815)
- 16 maggio - Louis Nicolas Vauquelin, chimico e farmacista francese († 1829)
- 17 maggio - Pierre-Auguste Adet, medico, chimico e politico francese († 1834)
- 18 maggio - Claes Horn, militare e poeta svedese († 1823)
- 20 maggio - William Wellesley-Pole, III conte di Mornington, nobile e politico irlandese († 1845)
- 21 maggio - Esprit Tranquille Maistral, ammiraglio francese († 1815)
- 24 maggio - Robert Adair, diplomatico inglese († 1855)
- 24 maggio - Pierre-Gaspard Chaumette, rivoluzionario e avvocato francese († 1794)
- 25 maggio - Frederik Wilhelm Stabell, politico e generale norvegese († 1836)
- 27 maggio - Paolo Andreani, viaggiatore e nobile italiano († 1823)
- 27 maggio - Juan Germán Roscio, avvocato, giornalista e politico venezuelano († 1821)
- 27 maggio - Uthman ibn Ali, sovrano tunisino († 1814)

### Giugno
- 9 giugno - Francisco de Borja Álvarez de Toledo, duca († 1821)
- 12 giugno - Carlo Puoti, arcivescovo cattolico italiano († 1848)
- 14 giugno - Johann Simon Mayr, compositore tedesco († 1845)
- 15 giugno - Franz Danzi, compositore, violoncellista e direttore d'orchestra tedesco († 1826)
- 15 giugno - Kobayashi Issa, poeta e pittore giapponese († 1828)
- 18 giugno - Johann Philipp Karl Joseph von Stadion, politico austriaco († 1824)
- 18 giugno - Pierre-François-Martial de Loménie, arcivescovo cattolico francese († 1794)
- 20 giugno - Theobald Wolfe Tone, politico irlandese († 1798)
- 21 giugno - Pierre-Paul Royer-Collard, politico e filosofo francese († 1845)
- 22 giugno - Étienne Nicolas Méhul, compositore francese († 1817)
- 23 giugno - Giuseppina di Beauharnais,  francese († 1814)
- 23 giugno - Augustin Johann Joseph Gruber, arcivescovo cattolico austriaco († 1835)
- 26 giugno - Carlo Filippo Aldrovandi Marescotti, nobile, imprenditore e mecenate italiano († 1823)
- 26 giugno - George Morland, pittore inglese († 1804)
- 27 giugno - Edward Rudge, botanico e antiquario inglese († 1846)

### Luglio
- 2 luglio - Nicola Maria Francesco Addone, rivoluzionario italiano († 1834)
- 6 luglio - Luigi Tosi, vescovo cattolico italiano († 1845)
- 11 luglio - Ghulam Muhammad Khan, principe indiano († 1828)
- 12 luglio - Ferdinando Brambilla, pittore e incisore italiano († 1834)
- 16 luglio - Ranieri Gerbi, fisico italiano († 1839)
- 17 luglio - John Jacob Astor I, imprenditore statunitense († 1848)
- 20 luglio - Filippo Re, botanico e agronomo italiano († 1817)
- 22 luglio - Hugues-Bernard Maret, politico e diplomatico francese († 1839)
- 31 luglio - James Kent, giurista statunitense († 1847)

### Agosto
- 5 agosto - Cesare Frichignono di Castellengo, nobile italiano († 1802)
- 5 agosto - Jakov Petrovič Kul'nev, generale russo († 1812)
- 5 agosto - Gaetano Polidori, drammaturgo, poeta e traduttore italiano († 1853)
- 7 agosto - Jean-Baptiste Philibert Willaumez, ammiraglio francese († 1845)
- 8 agosto - Charles Bulfinch, architetto statunitense († 1844)
- 11 agosto - Teresa Bandettini, poetessa e ballerina italiana († 1837)
- 11 agosto - Luisa Eleonora di Hohenlohe-Langenburg, nobildonna tedesca († 1837)
- 12 agosto - Domenico Moreni, presbitero e letterato italiano († 1835)
- 16 agosto - Federico Augusto di Hannover, nobile inglese († 1827)
- 17 agosto - Anna Aleksandrovna Bagrationi, principessa georgiana († 1842)
- 17 agosto - Dmitrij Nikolaevič Senjavin, ammiraglio russo († 1831)
- 20 agosto - Luigi Bozzaotra, politico e patriota italiano († 1799)
- 29 agosto - Giuseppe Guidicini, ingegnere e storico italiano († 1837)

### Settembre
- 10 settembre - Giuseppe Grimaldi, principe francese († 1816)
- 11 settembre - Ignác Gyulay, generale e politico austriaco († 1831)
- 17 settembre - Francisco das Chagas Santos, militare e politico brasiliano († 1840)
- 19 settembre - Pasquale Maria Liberatore, giurista e economista italiano († 1842)
- 23 settembre - Marc-Antoine Bonnin de la Bonninière de Beaumont, generale francese († 1830)
- 27 settembre - Emilio Carlo di Leiningen, nobile tedesco († 1814)
- 30 settembre - Francesco Torti, critico letterario italiano († 1842)

### Ottobre
- 2 ottobre - Ekaterina Sergeevna Samojlova, nobildonna russa († 1830)
- 3 ottobre - Marie-Louise de Lamoignon, religiosa francese († 1825)
- 4 ottobre - William Kerr, VI marchese di Lothian, nobile scozzese († 1824)
- 11 ottobre - Charles-Antoine-Nicolas Ancel, presbitero francese († 1794)
- 15 ottobre - Tani Bunchō, pittore e poeta giapponese († 1841)
- 15 ottobre - Johann Georg Tralles, matematico e fisico tedesco († 1822)
- 17 ottobre - John McComb Jr., architetto statunitense († 1853)
- 18 ottobre - Pietro Gilardoni, architetto e incisore italiano († 1839)
- 18 ottobre - Servando Teresa de Mier, presbitero, scrittore e filosofo messicano († 1827)
- 19 ottobre - Josef Karl von Dietrichstein, politico e nobile austriaco († 1825)
- 21 ottobre - Francesco Luigi Gonzaga, nobile († 1832)
- 22 ottobre - Ferdinando Federico Augusto di Württemberg, militare († 1834)
- 23 ottobre - Lazzaro Papi, scrittore, storico della letteratura e militare italiano († 1834)
- 26 ottobre - José Joaquín Ferrer, astronomo, cartografo e matematico spagnolo († 1832)

### Novembre
- 8 novembre - Xavier de Maistre, militare, scrittore e pittore italiano († 1852)
- 17 novembre - Benoît-Joseph Flaget, vescovo cattolico francese († 1850)
- 19 novembre - Carl Ludwig Fernow, critico d'arte e scrittore tedesco († 1808)
- 21 novembre - Johann Rudolf von Buol-Schauenstein, diplomatico austriaco († 1834)
- 23 novembre - Hugues Duroy de Chaumareys, militare francese († 1841)
- 25 novembre - Cristiano d'Assia-Darmstadt, nobile tedesco († 1830)
- 25 novembre - Sebastiano De Boni, architetto e pittore italiano († 1835)
- 25 novembre - Jean-Germain Drouais, pittore francese († 1788)

### Dicembre
- 2 dicembre - Claude-Antoine Prieur-Duvernois, ingegnere e politico francese († 1832)
- 11 dicembre - Stanislas-Marie Maillard, rivoluzionario e militare francese († 1794)
- 13 dicembre - Georg Dubislav Ludwig von Pirch, generale prussiano († 1838)
- 13 dicembre - Filippo Schiassi, presbitero, archeologo e epigrafista italiano († 1844)
- 20 dicembre - Damiano Damiani, religioso e organaro italiano († 1842)
- 25 dicembre - Claude Chappe, inventore francese († 1805)
- 31 dicembre - Pierre Charles Silvestre de Villeneuve, ammiraglio francese († 1806)

### Senza giorno specificato
- Dmitrij Petrovič Buturlin, bibliotecario russo († 1829)
- Gottlieb Friedrich Abel, pittore e incisore tedesco
- José Bonifácio de Andrada e Silva, patriota brasiliano († 1838)
- Giovanni Avondo, pittore italiano († 1829)
- Georg Joseph Beer, oculista austriaco († 1821)
- John Bell, chirurgo scozzese († 1820)
- Rosalba Bernini, pittrice italiana
- Louis-Charles Boistard, ingegnere francese († 1823)
- Marie Bouliard, pittrice francese († 1825)
- Luigi Busatti, pittore e scenografo italiano († 1821)
- Dorotea Bussani, soprano austriaca († 1809)
- Jean-Baptiste Cavaignac, generale francese († 1829)
- Luigi Cerioli, pittore italiano († 1816)
- Antoine-Denis Chaudet, scultore francese († 1810)
- Giovanni Antonio Ciaschi, ingegnere e inventore italiano († 1816)
- Bianca Maria III Doria, nobildonna italiana († 1829)
- Giacomo Gotifredo Ferrari, compositore italiano († 1842)
- Zacarías González Velázquez, pittore spagnolo († 1834)
- Juan Ignacio González del Castillo, commediografo spagnolo († 1800)
- George Hadfield, architetto inglese († 1826)
- Louis Hippolyte Leroy, mercante francese († 1829)
- Ekaterina Nikolaevna Lopuchina, principessa russa († 1839)
- George Madison, politico e militare statunitense († 1816)
- Adamo Marcori, compositore italiano († 1808)
- Gian Estore Martinengo Colleoni, militare e diplomatico italiano († 1832)
- Francesco Mazzuoli, pittore e restauratore italiano († 1839)
- Antoine Ignace Melling, architetto, pittore e designer tedesco († 1831)
- Marcos Coelho Neto, compositore brasiliano († 1823)
- Jean-Baptiste-Claude Odiot, orafo francese († 1850)
- Cesare Paribelli, patriota italiano († 1847)
- James Allan Park, giurista britannico († 1838)
- Filippo Pedrini, pittore italiano († 1856)
- Stefano Polito, imprenditore e circense italiano († 1814)
- Alexander Pope, attore teatrale e pittore irlandese († 1835)
- Gavriil Andreevič Saryčev, navigatore, esploratore e oceanografo russo († 1831)
- Antonio Scoppa, scrittore italiano († 1817)
- Shen Fu, scrittore cinese
- Prosper Soulès, rivoluzionario francese († 1794)
- Pietro Terziani, compositore italiano († 1831)
- Pierre-Joseph Tiolier, medaglista francese († 1819)
- Pietro Trương Văn Thi, presbitero vietnamita († 1839)
- Giuseppe Vanni, nobile italiano († 1808)
- Frederick Albert Winsor, inventore tedesco († 1830)
- Thomas Whitcombe, pittore britannico
- Mehmed Said Galip Pascià, politico e diplomatico ottomano († 1829)

## Morti

### Gennaio
- 2 gennaio - Mattias Alexander von Ungern-Sternberg, generale e politico svedese (n. 1689)
- 7 gennaio - Antonino Cannavò, presbitero, pittore e letterato italiano (n. 1680)
- 11 gennaio - Giovanni Benedetto Platti, compositore e musicista italiano (n. 1697)
- 12 gennaio - Antonio Bonazza, scultore italiano (n. 1698)
- 13 gennaio - Mary Toft, truffatrice britannica (n. 1703)
- 18 gennaio - Girolamo Colonna, cardinale italiano (n. 1708)
- 21 gennaio - Jean-François Oeben, ebanista francese
- 22 gennaio - John Carteret, II conte Granville, politico britannico (n. 1690)
- 27 gennaio - Antonio Ulrico di Sassonia-Meiningen, nobile tedesco (n. 1687)
- 27 gennaio - Giovanni Teodoro di Baviera, cardinale e vescovo cattolico tedesco (n. 1703)
- 29 gennaio - Johan Ludvig Holstein-Ledreborg, politico danese (n. 1694)
- 29 gennaio - Louis Racine, poeta e traduttore francese (n. 1692)

### Febbraio
- 2 febbraio - Giosia I di Waldeck-Bergheim, nobile (n. 1696)
- 7 febbraio - Christoph Schaffrath, compositore tedesco (n. 1709)
- 8 febbraio - Cesare Mazzoni, pittore italiano (n. 1678)
- 12 febbraio - Gottfried Heinrich Bach, compositore tedesco (n. 1724)
- 12 febbraio - Pierre de Marivaux, drammaturgo e scrittore francese (n. 1688)
- 26 febbraio - Federico di Brandeburgo-Bayreuth, principe (n. 1711)

### Marzo
- 1º marzo - Karl Philipp Franz von Hohenlohe-Bartenstein, principe e magistrato tedesco (n. 1702)
- 2 marzo - Baldassarre Cenci, cardinale italiano (n. 1710)
- 5 marzo - William Smellie, ginecologo scozzese (n. 1697)
- 6 marzo - William Lowther, II baronetto, politico inglese (n. 1694)
- 8 marzo - Christian Müller, organaro tedesco (n. 1690)
- 10 marzo - Jean Hupeau, architetto e ingegnere francese (n. 1710)
- 13 marzo - Okumura Masanobu, pittore e scrittore giapponese (n. 1686)
- 21 marzo - Gian Domenico Bertoli, archeologo e saggista italiano (n. 1676)
- 23 marzo - Francesco Guasco, nobile e generale italiano (n. 1708)
- 30 marzo - Ridolfino Venuti, storico, archeologo e numismatico italiano (n. 1705)
- 31 marzo - Marco Foscarini, doge (n. 1696)

### Aprile
- 1º aprile - Giovanni Battista Alfieri di Cortemilia, politico e generale italiano (n. 1697)
- 4 aprile - Marcus Beresford, I conte di Tyrone, politico irlandese (n. 1694)
- 4 aprile - Johann Georg Roederer, medico e anatomista tedesco (n. 1726)
- 8 aprile - Koca Mehmed Ragıp Pascià, politico ottomano (n. 1698)
- 12 aprile - Giuseppe Spinelli, cardinale e arcivescovo cattolico italiano (n. 1694)
- 13 aprile - Angela Palanca, pittrice italiana
- 13 aprile - James Waldegrave, II conte Waldegrave, nobile e politico inglese (n. 1715)
- 15 aprile - Fëdor Grigor'evič Volkov, attore teatrale russo (n. 1729)
- 18 aprile - Francesco Antonio Bustelli, ceramista svizzero (n. 1723)

### Maggio
- 3 maggio - George Psalmanazar
- 24 maggio - Luis González Velázquez, pittore spagnolo (n. 1715)
- 26 maggio - Rémy Ceillier, abate francese (n. 1688)

### Giugno
- 3 giugno - Giuseppe Nogari, pittore italiano (n. 1699)
- 4 giugno - Johann Friedrich Karl von Ostein, arcivescovo cattolico tedesco (n. 1689)
- 5 giugno - Giuseppe Antonio Arconati Visconti, nobile, diplomatico e mecenate italiano (n. 1698)
- 9 giugno - Giuseppe Antonio Osorio Alarçon, politico e diplomatico italiano (n. 1697)
- 11 giugno - Camillo Paolucci, cardinale e arcivescovo cattolico italiano (n. 1692)
- 15 giugno - Joseph Maria von Thun und Hohenstein, vescovo cattolico austriaco (n. 1713)
- 19 giugno - Domenico La Bruna, pittore italiano (n. 1699)
- 29 giugno - Sébastien Leclerc II, pittore e disegnatore francese (n. 1676)
- 29 giugno - Hedvig Charlotta Nordenflycht, poetessa svedese (n. 1718)

### Luglio
- 11 luglio - Peter Forsskål, esploratore, filosofo e naturalista svedese (n. 1732)
- 11 luglio - Carmine Gentili, ceramista italiano (n. 1678)
- 14 luglio - Francesco Pacca, arcivescovo cattolico italiano (n. 1692)
- 16 luglio - Jacques-Martin Hotteterre, flautista, compositore e fagottista francese (n. 1674)
- 16 luglio - Girolamo Mainardi, editore, tipografo e impresario teatrale italiano
- 17 luglio - Emanuele Maurizio d'Elbeuf, generale francese (n. 1677)

### Agosto
- 7 agosto - Sofia Carlotta di Schleswig-Holstein-Sonderburg-Beck, principessa tedesca (n. 1722)
- 10 agosto - Domenico Maria Fratta, pittore e incisore italiano (n. 1696)
- 12 agosto - Olof von Dalin, poeta e storico svedese (n. 1708)
- 14 agosto - Giovanni Battista Somis, violinista e compositore italiano (n. 1686)
- 21 agosto - Charles Wyndham, II conte di Egremont, politico inglese (n. 1710)
- 29 agosto - Carlo Augusto Federico di Waldeck e Pyrmont, principe tedesco (n. 1704)

### Settembre
- 6 settembre - Marie Charlotte de La Tour d'Auvergne, nobildonna francese (n. 1729)
- 7 settembre - Giorgio Ludovico di Holstein-Gottorp, militare russo (n. 1719)
- 8 settembre - Carlos Mardel, architetto e ingegnere ungherese (n. 1695)
- 11 settembre - Marie Brûlart, nobildonna francese (n. 1684)
- 12 settembre - Camillo I Borghese, nobile italiano (n. 1693)
- 12 settembre - Johann Joseph Couven, architetto tedesco (n. 1701)
- 16 settembre - Asif ad-Dawlah Mir Ali Salabat Jang, principe indiano (n. 1718)
- 20 settembre - Gabriela Silang, condottiera, patriota e rivoluzionaria filippina (n. 1731)
- 26 settembre - John Byrom, poeta e inventore inglese (n. 1692)

### Ottobre
- 5 ottobre - Augusto III di Polonia, sovrano (n. 1696)
- 18 ottobre - Giovanni Francesco Banchieri, cardinale italiano (n. 1694)
- 18 ottobre - Ludovico Valenti, cardinale e vescovo cattolico italiano (n. 1695)
- 27 ottobre - Lorenz Natter, medaglista tedesco (n. 1705)
- 28 ottobre - Heinrich von Brühl, politico tedesco (n. 1700)
- 29 ottobre - Frans Greenwood, pittore e incisore olandese (n. 1680)

### Novembre
- 7 novembre - Ferdinando Romualdo Guiccioli, arcivescovo cattolico italiano (n. 1686)
- 10 novembre - Joseph François Dupleix, funzionario francese (n. 1697)
- 12 novembre - Jean Dassier, medaglista svizzero (n. 1676)
- 17 novembre - Alessandro Teodoro Trivulzio, III marchese di Sesto Ulteriano, nobile e politico italiano (n. 1694)
- 19 novembre - Camillo Affarosi, abate e storico italiano (n. 1680)
- 19 novembre - Thomas Howard, II conte di Effingham, nobile e militare britannico (n. 1714)
- 20 novembre - Giacomo Sellitto, compositore italiano (n. 1701)
- 23 novembre - Friedrich Heinrich von Seckendorff, nobile, feldmaresciallo e diplomatico tedesco (n. 1673)
- 24 novembre - Thomas Seitz, stuccatore e scultore tedesco (n. 1683)
- 25 novembre - Antoine François Prévost, scrittore, storico e traduttore francese (n. 1697)
- 27 novembre - Isabella di Borbone-Parma, nobile spagnola (n. 1741)
- 30 novembre - Francesco Maria Pratilli, prete, archeologo e antiquario italiano (n. 1689)

### Dicembre
- 2 dicembre - Jan Chryzostomus Neruda, violinista e direttore di coro ceco (n. 1705)
- 13 dicembre - Giuseppe Maria Buonaparte, politico italiano (n. 1713)
- 17 dicembre - Federico Cristiano di Sassonia, nobile (n. 1722)
- 17 dicembre - Francesco Rodrigo Moncada, nobile italiano (n. 1696)
- 19 dicembre - Francesco Campora, pittore italiano (n. 1693)
- 21 dicembre - Chariton Prokof'evič Laptev, esploratore russo (n. 1700)
- 27 dicembre - Louis-Philippe de Rigaud de Vaudreuil, generale francese (n. 1691)

### Senza giorno specificato
- Matias Aires Ramos, filosofo e scrittore portoghese (n. 1705)
- Ivan Aleksandrovič Balakirev, giullare russo (n. 1699)
- Lucio Ferraris, teologo italiano (n. 1687)
- Laudadio Formiggini, banchiere, imprenditore e mercante italiano (n. 1690)
- Jean-Charles Frontier, pittore francese (n. 1701)
- Emmanuel Héré de Corny, architetto francese (n. 1705)
- Solimano II di Persia, sovrano persiano (n. 1714)
- Ivan Fëdorovič Mičurin, architetto russo (n. 1700)
- Panah-Ali khan Javanshir, sovrano persiano (n. 1693)
- Giacinto Paoli, politico, militare e generale italiano (n. 1681)
- Giovanni Claudio Pasquini, librettista italiano (n. 1695)
- Antonio Nicola Pillori, pittore italiano (n. 1687)
- Ferdinando Porta, pittore italiano (n. 1687)
- Ignaz Schwarz, teologo tedesco (n. 1690)
- William Shenstone, poeta britannico (n. 1714)
- Nicola Tagliacozzi Canale, architetto, ingegnere e incisore italiano (n. 1691)
- Torii Kiyomasu II, pittore e incisore giapponese
- Ōoka Shunboku, pittore e incisore giapponese (n. 1680)

## Calendario
| Calendario 1763 | Calendario 1763 | Calendario 1763 | Calendario 1763 | Calendario 1763 | Calendario 1763 | Calendario 1763 | Calendario 1763 | Calendario 1763 | Calendario 1763 | Calendario 1763 | Calendario 1763 | Calendario 1763 | Calendario 1763 | Calendario 1763 | Calendario 1763 | Calendario 1763 | Calendario 1763 | Calendario 1763 | Calendario 1763 | Calendario 1763 | Calendario 1763 | Calendario 1763 | Calendario 1763 | Calendario 1763 | Calendario 1763 | Calendario 1763 | Calendario 1763 | Calendario 1763 | Calendario 1763 | Calendario 1763 | Calendario 1763 | Calendario 1763 |
| --------------- | --------------- | --------------- | --------------- | --------------- | --------------- | --------------- | --------------- | --------------- | --------------- | --------------- | --------------- | --------------- | --------------- | --------------- | --------------- | --------------- | --------------- | --------------- | --------------- | --------------- | --------------- | --------------- | --------------- | --------------- | --------------- | --------------- | --------------- | --------------- | --------------- | --------------- | --------------- | --------------- |
|                 | 1               | 2               | 3               | 4               | 5               | 6               | 7               | 8               | 9               | 10              | 11              | 12              | 13              | 14              | 15              | 16              | 17              | 18              | 19              | 20              | 21              | 22              | 23              | 24              | 25              | 26              | 27              | 28              | 29              | 30              | 31              |                 |
| Gennaio         | Sa              | Do              | Lu              | Ma              | Me              | Gi              | Ve              | Sa              | Do              | Lu              | Ma              | Me              | Gi              | Ve              | Sa              | Do              | Lu              | Ma              | Me              | Gi              | Ve              | Sa              | Do              | Lu              | Ma              | Me              | Gi              | Ve              | Sa              | Do              | Lu              |                 |
| Febbraio        | Ma              | Me              | Gi              | Ve              | Sa              | Do              | Lu              | Ma              | Me              | Gi              | Ve              | Sa              | Do              | Lu              | Ma              | Me              | Gi              | Ve              | Sa              | Do              | Lu              | Ma              | Me              | Gi              | Ve              | Sa              | Do              | Lu              |                 |                 |                 |                 |
| Marzo           | Ma              | Me              | Gi              | Ve              | Sa              | Do              | Lu              | Ma              | Me              | Gi              | Ve              | Sa              | Do              | Lu              | Ma              | Me              | Gi              | Ve              | Sa              | Do              | Lu              | Ma              | Me              | Gi              | Ve              | Sa              | Do              | Lu              | Ma              | Me              | Gi              |                 |
| Aprile          | Ve              | Sa              | Do              | Lu              | Ma              | Me              | Gi              | Ve              | Sa              | Do              | Lu              | Ma              | Me              | Gi              | Ve              | Sa              | Do              | Lu              | Ma              | Me              | Gi              | Ve              | Sa              | Do              | Lu              | Ma              | Me              | Gi              | Ve              | Sa              |                 |                 |
| Maggio          | Do              | Lu              | Ma              | Me              | Gi              | Ve              | Sa              | Do              | Lu              | Ma              | Me              | Gi              | Ve              | Sa              | Do              | Lu              | Ma              | Me              | Gi              | Ve              | Sa              | Do              | Lu              | Ma              | Me              | Gi              | Ve              | Sa              | Do              | Lu              | Ma              |                 |
| Giugno          | Me              | Gi              | Ve              | Sa              | Do              | Lu              | Ma              | Me              | Gi              | Ve              | Sa              | Do              | Lu              | Ma              | Me              | Gi              | Ve              | Sa              | Do              | Lu              | Ma              | Me              | Gi              | Ve              | Sa              | Do              | Lu              | Ma              | Me              | Gi              |                 |                 |
| Luglio          | Ve              | Sa              | Do              | Lu              | Ma              | Me              | Gi              | Ve              | Sa              | Do              | Lu              | Ma              | Me              | Gi              | Ve              | Sa              | Do              | Lu              | Ma              | Me              | Gi              | Ve              | Sa              | Do              | Lu              | Ma              | Me              | Gi              | Ve              | Sa              | Do              |                 |
| Agosto          | Lu              | Ma              | Me              | Gi              | Ve              | Sa              | Do              | Lu              | Ma              | Me              | Gi              | Ve              | Sa              | Do              | Lu              | Ma              | Me              | Gi              | Ve              | Sa              | Do              | Lu              | Ma              | Me              | Gi              | Ve              | Sa              | Do              | Lu              | Ma              | Me              |                 |
| Settembre       | Gi              | Ve              | Sa              | Do              | Lu              | Ma              | Me              | Gi              | Ve              | Sa              | Do              | Lu              | Ma              | Me              | Gi              | Ve              | Sa              | Do              | Lu              | Ma              | Me              | Gi              | Ve              | Sa              | Do              | Lu              | Ma              | Me              | Gi              | Ve              |                 |                 |
| Ottobre         | Sa              | Do              | Lu              | Ma              | Me              | Gi              | Ve              | Sa              | Do              | Lu              | Ma              | Me              | Gi              | Ve              | Sa              | Do              | Lu              | Ma              | Me              | Gi              | Ve              | Sa              | Do              | Lu              | Ma              | Me              | Gi              | Ve              | Sa              | Do              | Lu              |                 |
| Novembre        | Ma              | Me              | Gi              | Ve              | Sa              | Do              | Lu              | Ma              | Me              | Gi              | Ve              | Sa              | Do              | Lu              | Ma              | Me              | Gi              | Ve              | Sa              | Do              | Lu              | Ma              | Me              | Gi              | Ve              | Sa              | Do              | Lu              | Ma              | Me              |                 |                 |
| Dicembre        | Gi              | Ve              | Sa              | Do              | Lu              | Ma              | Me              | Gi              | Ve              | Sa              | Do              | Lu              | Ma              | Me              | Gi              | Ve              | Sa              | Do              | Lu              | Ma              | Me              | Gi              | Ve              | Sa              | Do              | Lu              | Ma              | Me              | Gi              | Ve              | Sa              |                 |